# Mesnard-la-Barotière
Mesnard-la-Barotière – miejscowość i gmina we Francji, w regionie Kraj Loary, w departamencie Wandea.
Według danych na rok 1990 gminę zamieszkiwało 901 osób, a gęstość zaludnienia wynosiła 76 osób/km² (wśród 1504 gmin Kraju Loary Mesnard-la-Barotière plasuje się na 620. miejscu pod względem liczby ludności, natomiast pod względem powierzchni na miejscu 923.).